# Nava Mau
Nava Mau (Ciudad de México, 14 de mayo de 1992) es una actriz, guionista, directora, productora, activista por los derechos trans y cineasta mexicanaestadounidense nominada al Emmy, conocida por su papel como Ana en la serie de HBO Max Generation y Teri en la serie de Netflix Baby Reindeer.

## Educación y primeros años
Nava Mau nació en la Ciudad de México el 14 de mayo de 1992, hija de una consejera y un padre contable. Se crio en San Antonio, Texas; y Oakland, California. Mau cuenta con una licenciatura en lingüística y ciencias cognitivas de Pomona College.

## Carrera
La profesión de Mau implicaba trabajar como asistente legal de inmigrantes que habían sufrido violencia. Más adelante, trabajó como asesora mientras se dedicaba a la defensa de los derechos del colectivo LGBT.
Mau ha sido protagonista de la serie de HBO Generation. Interpretó el papel de Ana, la tía de uno de los personajes principales adolescentes de la serie.También fue la actriz principal, directora y productora de Waking Hour en 2019. En la película, Mau interpretó a Sofia, una joven transgénero que conoce a Isaac, un hombre cisgénero, con quien siente una potencial conexión romántica en una fiesta. El personaje de Mau debe equilibrar su deseo de tener intimidad con alguien y su propio sentido de seguridad personal.
Mau fue elegida como compañera de producción del documental Disclosure, de Netflix, y trabajó como productora en el cortometraje Work, que se estrenó en Sundance. Mau también ha producido los cortometrajes Sam's Town y Lovebites.
Mau protagonizó la serie Baby Reindeer, de Netflix, como Teri la novia del protagonista Donny Dunn. La serie, que empezó como una obra de teatro en el Festival Fringe de Edimburgo contó con siete episodios y recibió elogios de la crítica. Al hablar sobre su rol en Baby Reindeer, comentó:

Me pareció muy importante demostrar que las mujeres trans existen en la vida real y que se relacionan con gente real.

Mau es una mujer trans y ha interpretado personajes trans en la mayoría de las producciones en las que ha trabajado hasta la fecha.

## Filmografía

### Cine
| Año  | Título                             | Papel   | Notas                                     |
| ---- | ---------------------------------- | ------- | ----------------------------------------- |
| 2019 | Waking Hour                        | Sofia   | Actriz, productora, guionista y directora |
| 2019 | Femenina                           | Nina    |                                           |
| 2020 | Sam's Town                         | Natasha | Actriz y productora                       |
| 2020 | Lovebites                          |         | Productora                                |
| 2020 | Disclosure: Ser trans en Hollywood |         | Asistenta de producción                   |
| 2022 | Work                               | Lola    | Cortometraje                              |

### Televisión
| Año  | Título        | Papel         | Notas        |
| ---- | ------------- | ------------- | ------------ |
| 2021 | Generation    | Ana           | 16 episodios |
| 2024 | Baby Reindeer | Teresa "Teri" | 7 episodios  |
| 2025 | You           | Márquez       | 1 episodio   |

## Premios
Mau ha recibido el Premio de la Audiencia NewFest y el Premio YoSoy de la Hispanic Heritage Foundation.
En 2024 fue nominada a los Premios Emmy en la categoría de Mejor Actriz de reparto en serie limitada, por su papel como Teri en Baby Reindeer, convirtiéndose además en la primera mujer trans nominada en esta categoría.